# Carlo Seganti
Carlo Seganti (Venezia, 20 gennaio 1917 – mar Mediterraneo, presso Capo Scaramia, 12 luglio 1942) è stato un militare e aviatore italiano, che fu un pluridecorato asso della Regia Aeronautica durante la seconda guerra mondiale, conseguendo un totale di 5 vittorie aeree accertate,  e venendo decorato con una Medaglia d'oro e due di bronzo e tre Croci di guerra al valor militare.

## Biografia
Nacque a Venezia il 20 gennaio 1917, e in tenera età seguì la famiglia che si era trasferita a Forlì. Arruolatosi nella Regia Aeronautica, fu assegnato alle Scuole di volo per piloti da caccia, ed al termine dei corsi entrò in servizio presso il 2º Gruppo del 6º Stormo Caccia Terrestre. Dopo l'entrata in guerra dell'Italia, avvenuta il 10 giugno 1940, volò sui caccia Fiat G.50 Freccia ma poco tempo dopo chiese ed ottenne, di essere trasferito al 97º Gruppo Bombardamento a Tuffo dotato dei cacciabombardieri Junkers Ju 87 Stuka di provenienza tedesca. In seguito transitò in forza alla 238ª Squadriglia del 101º Gruppo B.T., sempre equipaggiato con gli Ju 87 Stuka. Quando il 2º Gruppo C.T. ricevette i nuovi Reggiane Re.2001 Falco II ottenne di tornare in servizio presso la sua vecchia unità. Prese parte a molte missioni di scorta ai bombardieri che attaccavano Malta, partecipando anche alla battaglia di mezzo giugno in missioni di scorta agli aerosiluranti Savoia-Marchetti S.79 Sparviero. Il giorno 14 la sua squadriglia ingaggiò un furioso combattimento con la caccia nemica levatasi in volo da una portaerei contribuendo all'abbattimento di 11 velivoli nemici, ed il giorno dopo, in missione di scorta agli incrociatori della VII Divisione Navale, sventò un attacco di aerosiluranti nemici collaborando all'abbattimento di 5 Fairey Albacore e di 1 Bristol Beaufighter.
Il 12 luglio 1942 tutta la 238ª Squadriglia prese parte ad un'operazione su Malta, da cui non rientrò un pilota, il tenente Francesco Vichi. Il comandante del Gruppo, tenente colonnello Aldo Quarantotti, organizzò una missione di ricerca con quattro aerei, due dei quali fecero subito ritorno alla base per problemi tecnici. Mentre effettuava, al largo di Capo Scaramia (nei pressi di Punta Secca), un volo sul mare a basa quota insieme a Quarantotti, nel tentativo di localizzare il pilota disperso, i due velivoli furono sorpresi da uno Spitfire del No.249 Squadron pilotato dall'asso George Beurling, che arrivando da dietro li abbatte rapidamente entrambi.  Gli fu concessa la Medaglia d'oro al valor militare alla memoria.
La città di Forlì lo ha onorato intitolandogli una via, quella che conduce all'aeroporto.

### Annotazioni
1. ↑  Si trattava dello Spitfire matricola BR565/U.
2. ↑  I due Re.2001 furono avvistati da Beurling e dal suo comandante, il Flg. Off. Hetherington, mentre a loro volta erano alla ricerca del collega Berkeley-Hill che non era rientrato da una missione precedente.

### Fonti
1. 1 2  Apostolo, Massimello 2000, p. 35.
2. 1 2  Ufficio Storico dell'Aeronautica Militare 1969, p. 259.
3. ↑  Apostolo, Massimello 2000, p. 87.
4. ↑  Combattenti Liberazione.
5. 1 2 3  Apostolo, Massimello 2000, p. 36.
6. ↑  Dunning 1988, p. 20.
7. 1 2  Shores, Cull, Malizia 1991, pp. 405-409.
8. ↑  Bollettino Ufficiale 1946 disp. 3 pag. 93 e Bollettino Ufficiale 1959 suppl. 7 pag. 114.
9. ↑  Bollettino Ufficiale 1941, supplemento 13, registrato alla Corte dei Conti addì 18 gennaio 1942, registro n.15 Aeronautica, foglio 11.